# Chlosyne ehrenbergii
Chlosyne ehrenbergii är en fjärilsart som beskrevs av Jacob Hübner 1816-1824. Chlosyne ehrenbergii ingår i släktet Chlosyne och familjen praktfjärilar. Inga underarter finns listade i Catalogue of Life.

## Bildgalleri

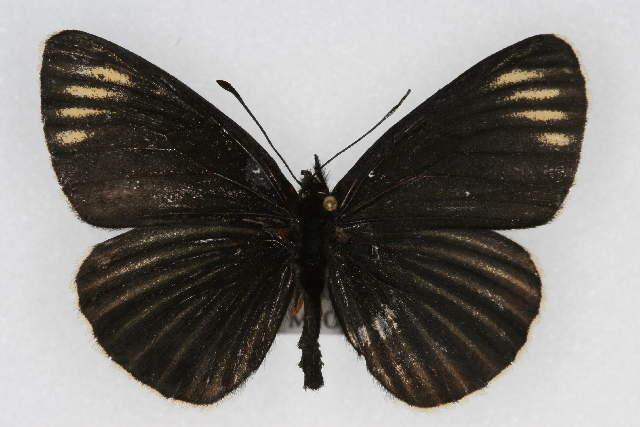
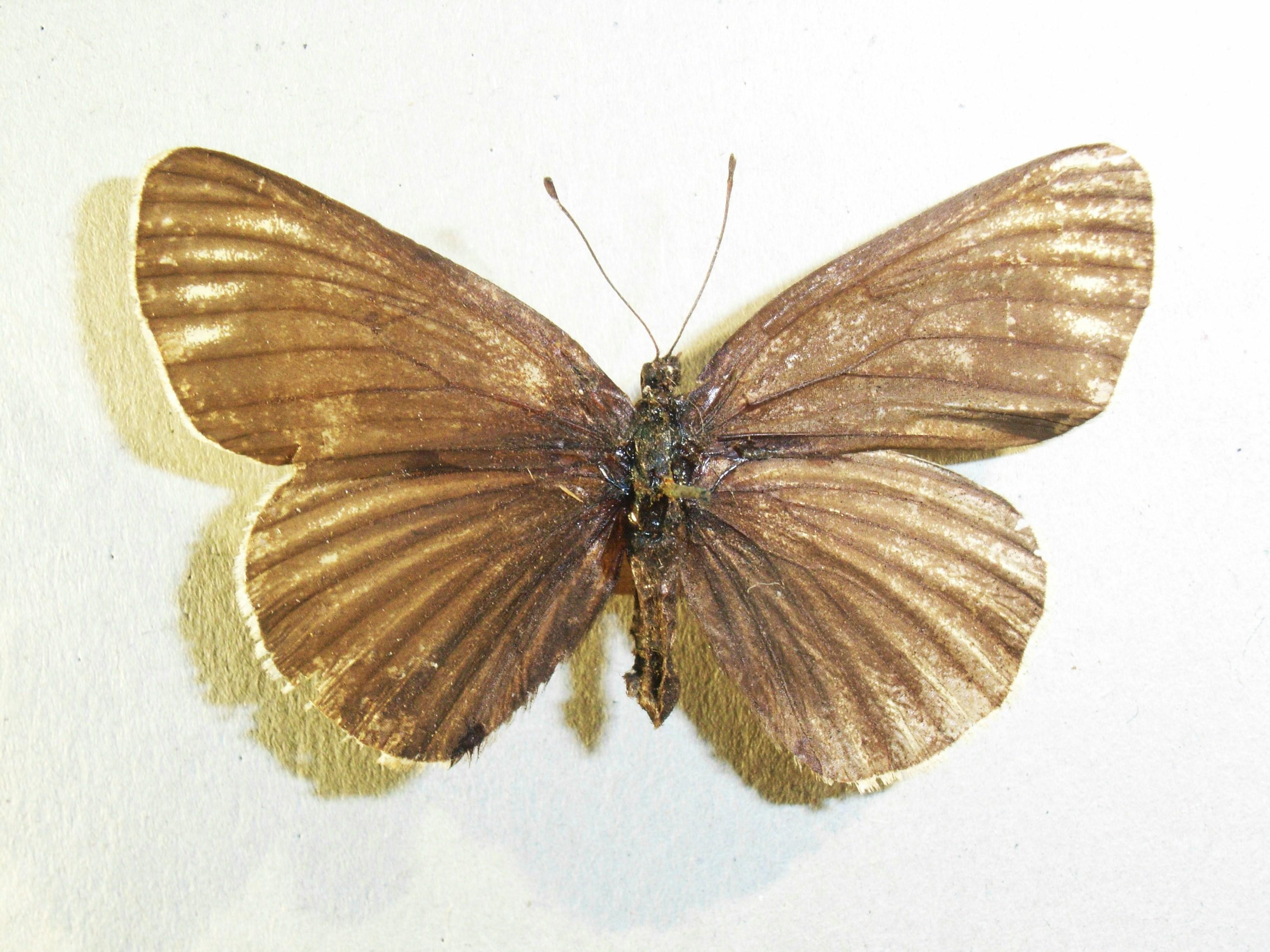